# Temple d'Apol·lo Sosià

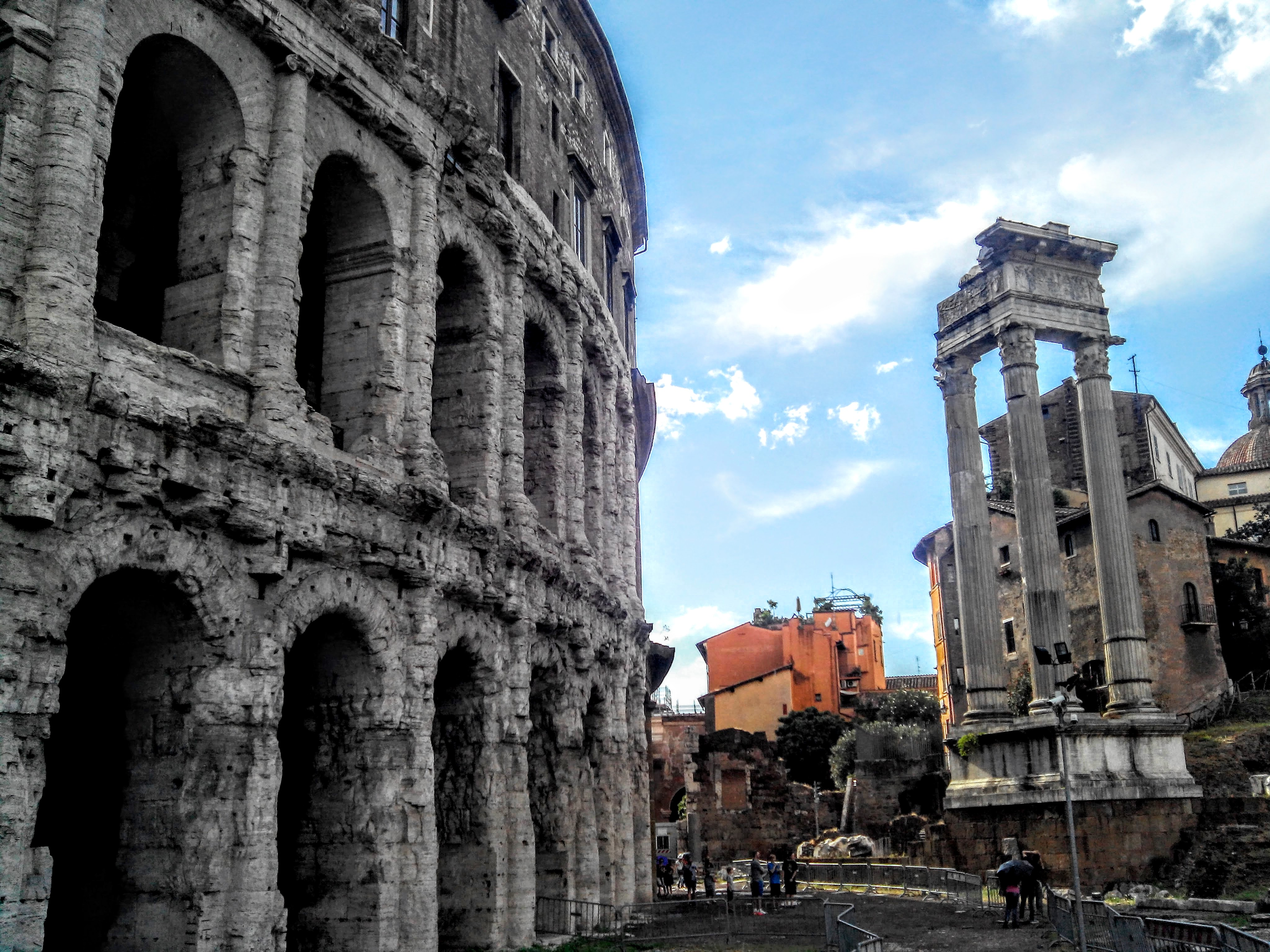
Situació en relació amb el veí Teatre de Marcel

El temple d'Apol·lo Sosià, conegut també com Temple d'Apol·lo al Circo, Apol·linar i Temple d'Apol·lo Metge, és un temple romà dedicat a Apol·lo situat al Camp de Mart, prop del Teatre de Marcel i del Pòrtic d'Octàvia, a Roma. El seu nom actual és una referència a Gai Sosi, que el va reformar.

## Situació
L'"Apol·linar" i els seus successors s'identificaren prop del Teatre de Marcel a causa d'una referència d'Asconi que indica que era "fora de la Porta Carmental, entre el Fòrum Holitori i el Circ Flamini", una altra de Livi, que el localitza en la prata Flaminia (el nom de la regió llavors) i altres referències que el situen prop del Fòrum Romà, del Capitoli i del teatre. Totes elles indiquen que el lloc actualment acceptat és el Temple d'Apol·lo Sosià, al nord del teatre i a l'est del pòrtic, al carrer que travessa la Porta Carmental en direcció al Camp de Mart, lleugerament al sud de la Piazza Campitelli.

## Història

### Període republicà
Les tres columnes que hui resten dempeus al temple són d'una reconstrucció del període august, però se sap que el culte a Apol·lo ja existia en aquesta zona des d'almenys mitjan segle v, quan un "Apol·linar" (un bosc o altar sagrat) és citat al lloc. Com que Apol·lo era un culte forà, el seu temple havia, segons la llei, de quedar fora del pomerium; a causa d'això, el temple es feia servir per a reunions del Senat Romà fora del pomerium.
El primer edifici atestat al lloc data del 431 ae, quan el cònsol Gai Juli Mentó va inaugurar un temple dedicat a "Apol·lo Metge" a l'indret, per complir un jurament fet per ell durant una epidèmia el 433 ae. Aquest edifici es restaurà al 353 ae i tal vegada al 179 ae, quan el censor Marc Emili Lèpid i el seu company, Marc Fulvi Nobílior, van aprovar la construcció d'un pòrtic que aniria del temple fins al Tíber, passant per darrere del Temple de l'Esperança del Fòrum Holitori. El projecte també n'incloïa un teatre a la vora.
La llegenda que cita una estàtua d'Apol·lo plorant durant tres dies després de la mort del jove Escipió, citada per Cassi Dió, només pot haver ocorregut en aquest temple, doncs fou l'únic temple d'Apol·lo a Roma fins que August inaugurà el Temple d'Apol·lo al Palatí.
Hi ha un temple veí dedicat a la germana d'Apol·lo, Diana: probablement pertany al final del període republicà, després de la destrucció del templum ("precinte", l'espai sagrat davant del temple) durant les obres del Teatre de Marcel.

#### Reconstrucció per Gai Sosi
Gai Sosi degué reconstruir el Temple d'Apol·lo després del seu triomf el 34 ae. Però, les obres van ser immediatament interrompudes a causa de la Guerra civil entre Octavi i Marc Antoni, en què Sosi era del bàndol d'aquest últim, i només es reprengueren molts anys després, quan August es reconcilià amb Sosi. És per això que acabà sent dedicat al príncep. Amb la construcció del Teatre de Marcel de seguida, la escala frontal del temple fou demolida i substituïda per dues altres als costats del prónaos.

### Període imperial
En dues ocasions, Plini el Vell cita obres d'art preservades al Temple d'Apol·lo, probablement una referència a espoliacions portades de Grècia per Sosi i dutes allí després de la reconstrucció. Entre aquestes:
- Pintures d'Aristides de Tebes[17]
- Diverses estàtues de Filisc de Rodes[18]
- Una estàtua d'Apol·lo Citaredo de Timarquides[19]
- Una estàtua d'Apol·lo de cedre de Selèucia[20]
- El famós grup d'estàtues de les niòbides[21] (atribuït en l'edat antiga a Escopes o Praxíteles, però actualment a cap d'ells)[22]

Només algunes petites reformes són conegudes durant el període imperial, una pel prefecte de Roma Memi Vitrasi Òrfit (r. 356-359) i una altra, potser, per Anici Acili Fortunat Glabrió en la dècada del 420.

### Períodes medieval i modern
Les ruïnes del temple foren ocupades en el període post romà per habitatges fins a la dècada de 1930, quan foren demolits entre 1926 i 1932 per permetre que el Teatre de Marcel pogués ser admirat de manera aïllada. En aquest mateix període, les ruïnes de la columnata es recuperaren a l'indret on van caure, dins dels arcs del teatre i, per això, entre 1937 i 1938, les ruïnes del podi del temple s'excavaren. El 1940, les columnes caigudes es restauraren en aquest podi, però, segurament, no en la posició originària.

## Característiques
L'edifici del Temple d'Apol·lo estava orientat quasi perfectament en un eix nord-sud, amb la façana girada cap al sud, al contrari dels edificis veïns, incloent-hi el Temple de Bel·lona.
A partir de la reconstrucció augusta, el temple encloïa un podi amb columnes i les parets d'una cel·la, amb seccions de suport de blocs de travertí i les decoratives, de blocs de tuf i ciment. Segons Delbrück, les restes de la paret del podi visibles sota el claustre de Santa Maria in Campitelli, amb 13 metres d'amplària, quatre d'alçada i més de dos de grossor, eren part de l'estructura originària. Frank, d'altra banda, defensa que, malgrat que el tuf cappellaccio puga haver estat part de l'edifici original, la resta (a més d'algun revestiment en opus reticulatum, que es pot atribuir a la reforma de Sosi) pertany a la reconstrucció del 179 ae. El seu argument es basa en l'ús del tuf de Mont Verde, a l'extrem sud del Janícul, en el revestiment.
L'elevació del temple en pòrtic era feta amb columnes de marbre de Carrara al front i als dos costats llargs de la prónaos; les del fons eren de rajola recoberta d'algeps. Les semicolumnes de les parets de la cel·la també eren lluïdes perquè semblaren de marbre.
L'arquitrau de la façana es componia de blocs de travertí revestits i suportats per marbre en estil piattabanda en comptes de blocs sòlids de marbre aïllats. De la mateixa forma, el fris s'esculpí en panells col·locats sobre l'estructura de suport. Els capitells són corintis amb decoració afegida amb motius vegetals (italià: 'corinzieggiante').
El principal entaulament del temple era decorat amb escultures arrencades d'un temple grec clàssic de Grècia, datades d'entre c. 450 i 425 ae, que descrivien una amazonomàquia. Són actualment als Museus Capitolins.
L'interior de les parets de la cel·la estaven decorades amb un filera doble de fusts de marbre africà, la inferior amb un fris que representava les batalles del triple arc de triomf d'August del 29 ae. Entre les columnes hi havia edicles amb fusts de marbre de colors diferents (giallo antico, pavonazzetto i portasanta) i amb timpans de formes poc usuals (triangulars, mitja lluna i de pagoda).

## Altres edificis a l'indret
A l'àrea del temple, una edificació circular i altres ruïnes suggereixen l'existència d'una columnata d'un edifici circular de l'època flaviana, que podria ser el perirrantherion d'aquest temple, fet servir per als rituals de purificació del temple.
El pòrtic triomfal, que s'estenia en quasi dos quilòmetres entre la Porta Carmental i el Trigari, passava prop dels temples d'Apol·lo i Bel·lona, on encara són visibles algunes ruïnes importants. Més ruïnes n'hi ha cap al Capitoli, al llarg de la moderna Via del Teatro di Marcello, davant l'església de San Nicola in Carcere.